# 서양의 위대한 저서

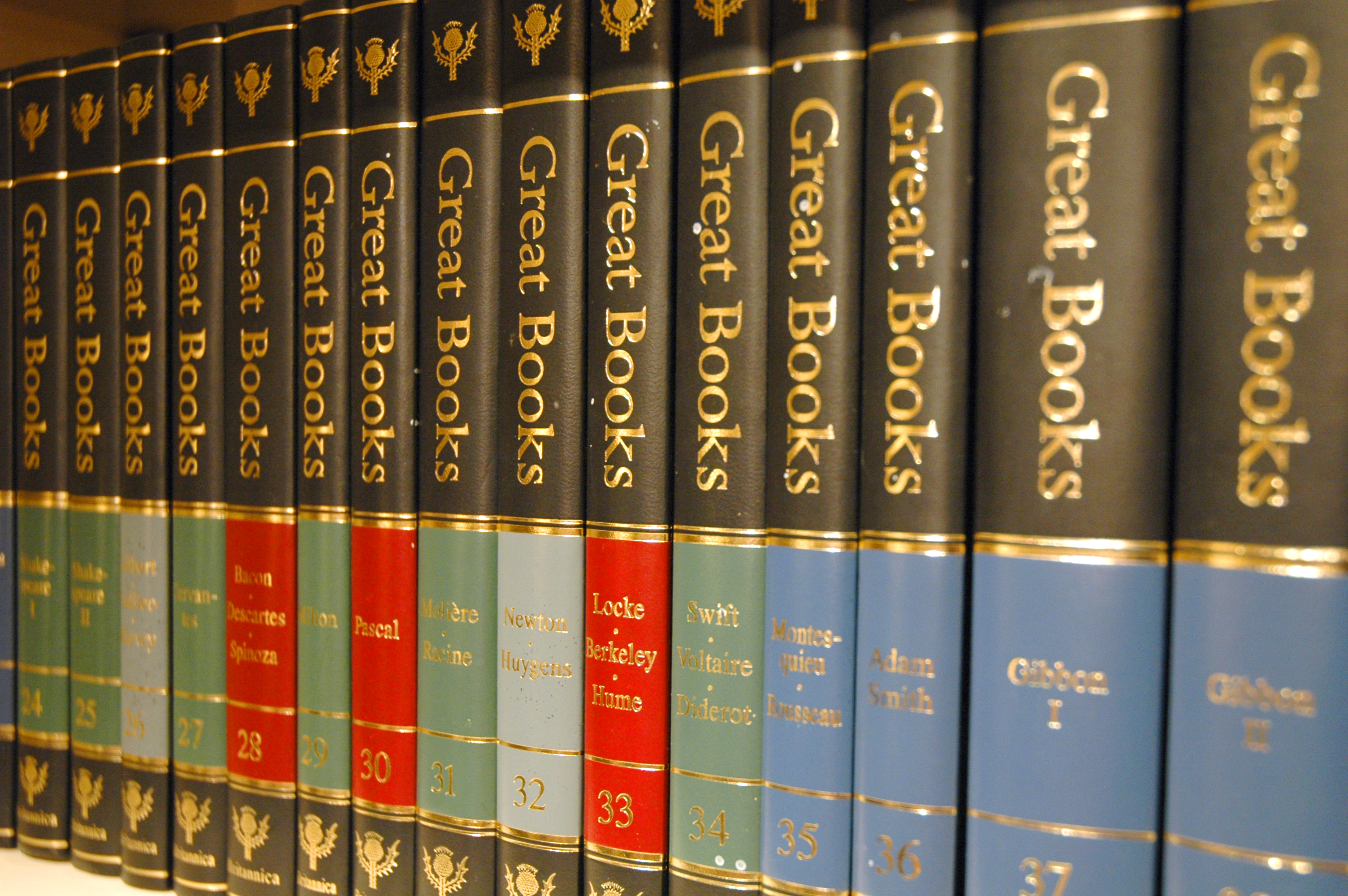
《위대한 저서》 제2판

서양의 위대한 저서(Great Books of the Western World)는 브리태니커 백과사전사가 1952년 미국에서 처음 출판한 책 시리즈로, 54권의 단일 패키지로 이루어져 서양 정전(正典)을 소개한다. 현재는 2판으로, 60권을 담고 있다.

## 초판
1권
- 위대한 대화 (The Great Conversation)

2권
- 주제어색인 I (Syntopicon I) - 천사(Angel) ~ 사랑(Love)

3권
- 주제어색인 II (Syntopicon II) - 인간(Man) ~ 세계(World)

4권
- 호메로스
  - 일리아스 (The Iliad)
  - 오디세이아 (The Odyssey)

5권
- 아이스킬로스
  - 탄원하는 여인들 (The Suppliant Maidens)
  - 페르시아인들 (The Persians)
  - 테바이를 공격한 일곱 장수 (Seven Against Thebes)
  - 결박된 프로메테우스 (Prometheus Bound)
  - 오레스테이아 (The Oresteia)
    - 아가멤논 (Agamemnon)
    - 제주를 바치는 여인들 (Choephoroe)
    - 자비로운 여신들 (The Eumenides)
- 소포클레스
  - 오이디푸스 3부작 (The Oedipus Cycle)
    - 오이디푸스 왕 (Oedipus the King)
    - 콜로노스의 오이디푸스 (Oedipus at Colonus)
    - 안티고네 (Antigone)

  - 아이아스 (Ajax)
  - 엘렉트라 (Electra)
  - 트라키스 여인들 (The Trachiniae)
  - 필록테테스 (Philoctetes)
- 에우리피데스
  - 레소스 (Rhesus)
  - 메데이아 (Medea)
  - 히폴리토스 (Hippolytus)
  - 알케스티스 (Alcestis)
  - 헤라클레스의 자녀들 (Heracleidae)
  - 탄원하는 여인들 (The Suppliants)
  - 트로이아 여인들 (Trojan Women)
  - 이온 (Ion)
  - 헬레네 (Helen)
  - 안드로마케 (Andromache)
  - 엘렉트라 (Electra)
  - 박코스 여신도들 (Bacchantes)
  - 헤카베 (Hecuba)
  - 헤라클레스 (Heracles Mad)
  - 포이니케 여인들 (Phoenician Women)
  - 오레스테스 (Orestes)
  - 타우리케의 이피게네이아 (Iphigeneia in Tauris)
  - 아울리스의 이피게네이아 (Iphigeneia at Aulis)
  - 키클롭스 (Cyclops)
- 아리스토파네스
  - 아카르나이의 사람들 (The Acharnians)
  - 기사 (The Knights)
  - 구름 (The Clouds)
  - 벌 (The Wasps)
  - 평화 (Peace)
  - 새 (The Birds)
  - 개구리 (The Frogs)
  - 리시스트라테 (Lysistrata)
  - 여인들의 축제 (Thesmophoriazusae)
  - 여인들의 의회 (Ecclesiazousae)
  - 플루토스 (Plutus)

6권
- 헤로도토스
  - 역사 (The History)
- 투키디데스
  - 펠로폰네소스 전쟁사 (The History of the Peloponnesian War)

7권
- 플라톤
  - 카르미데스 (Charmides)
  - 뤼시스 (Lysis)
  - 라케스 (Laches)
  - 프로타고라스 (Protagoras)
  - 에우튀데모스 (Euthydemus)
  - 크라틸로스 (Cratylus)
  - 파이드로스 (Phaedrus)
  - 이온 (Ion)
  - 향연 (Symposium)
  - 메논 (Meno)
  - 에우튀프론 (Euthyphro)
  - 소크라테스의 변론 (Apology)
  - 크리톤 (Crito)
  - 파이돈 (Phaedo)
  - 고르기아스 (Gorgias)
  - 국가 (The Republic)
  - 티마이오스 (Timaeus)
  - 크리티아스 (Critias)
  - 파르메니데스 (Parmenides)
  - 테아이테토스 (Theaetetus)
  - 소피스테스 (Sophist)
  - 정치가 (Statesman)
  - 필레보스 (Philebus)
  - 법률 (Laws)
  - 일곱 번째 편지 (The Seventh Letter)

8권
- 아리스토텔레스
  - 범주론 (Categories)
  - 해석론 (On Interpretation)
  - 분석론 전서 (Prior Analytics)
  - 분석론 후서 (Posterior Analytics)
  - 토피카 (Topics)
  - 소피스트적 논박 (On Sophistical Refutations)
  - 자연학 (Physics)
  - 생성과 소멸에 관하여 (On Generation and Corruption)
  - 기상학 (Meteorology)
  - 형이상학 (Metaphysics)
  - 영혼에 관하여 (On the Soul)
  - 작은 생물학 저작

9권
- 아리스토텔레스
  - 동물사 (History of Animals)
  - 동물의 부분들에 관하여 (On the Parts of Animals)
  - 동물의 움직임에 관하여 (On the Motion of Animals)
  - 동물의 걸음에 관하여 (On the Gait of Animals)
  - 동물의 생성에 관하여 (On the Generation of Animals)
  - 니코마코스 윤리학 (Nicomachean Ethics)
  - 정치학 (Politics)
  - 아테네의 헌법 (The Athenian Constitution)
  - 수사학 (Rhetoric)
  - 시학 (Poetics)

10권
- 히포크라테스
  - 저작들
- 갈레노스
  - 자연적 기능에 관하여 (On the Natural Faculties)

11권
- 에우클레이데스

에우클레이데스의 원론 (The Thirteen Books of Euclid's Elements)
- 아르키메데스

구와 원기둥에 관하여 (On the Sphere and Cylinder)
원의 측정 (Measurement of a Circle)
코노이드와 스페로이드 (On Conoids and Spheroids)
소용돌이선에 관하여 (On Spirals)
평면의 균형에 관하여 (On the Equilibrium of Planes)
모래 계산자 (The Sand-Reckoner)
포물선의 구적 (The Quadrature of the Parabola)
부체에 관하여 (On Floating Bodies)
보조 정리집 (Book of Lemmas)
역학 문제를 다루는 법 (The Method Treating of Mechanical Problems)
- 페르가의 아폴로니오스

원뿔곡선론 (On Conic Sections)
- 니코마코스

산술 입문 (Introduction to Arithmetic)
12권
- 루크레티우스

사물의 본성에 관하여 (On the Nature of Things)
- 에픽테토스

어록 (The Discourses)
- 마르쿠스 아우렐리우스

명상록 (The Meditations)
13권
- 베르길리우스

전원시 (The Eclogues)
농경시 (The Georgics)
아이네이스 (The Aeneid)
14권
- 플루타르코스

플루타르코스 영웅전 (The Lives of the Noble Grecians and Romans)
15권
- 타키투스

연대기 (The Annals)
역사 (The Histories)
16권
- 프톨레마이오스

알마게스트 (The Almagest)
- 니콜라우스 코페르니쿠스

천구의 회전에 관하여 (On the Revolutions of Heavenly Spheres)
- 요하네스 케플러

코페르니쿠스 천문학 개요 (Epitome of Copernican Astronomy)
우주의 조화 (The Harmonies of the World)
17권
- 플로티노스

엔네아데스 (The Six Enneads)
18권
- 아우구스티누스
  - 고백록 (The Confessions)
  - 신국론 (The City of God)
  - 기독교의 교리에 관하여 (On Christian Doctrine)

19권
- 토마스 아퀴나스
  - 신학 대전 (Summa Theologica)

20권
- 토마스 아퀴나스
  - 신학 대전 (Summa Theologica)

21권
- 단테 알리기에리
  - 신곡 (The Divine Comedy)

22권
- 제프리 초서

트로일루스와 크리세이드 (Troilus and Criseyde)
캔터베리 이야기 (The Canterbury Tales)
23권
- 니콜로 마키아벨리
  - 군주론 (The Prince)
- 토머스 홉스
  - 리바이어던 (Leviathan)

24권
- 프랑수아 라블레
  - 가르강튀아와 팡타그뤼엘 (Gargantua and Pantagruel)

25권
- 미셸 드 몽테뉴

수상록 (Essays)
26권
- 윌리엄 셰익스피어

헨리 6세 제1부 (The First Part of King Henry the Sixth)
헨리 6세 제2부 (The Second Part of King Henry the Sixth)
헨리 6세 제3부 (The Third Part of King Henry the Sixth)
리처드 3세 (The Tragedy of Richard the Third)
실수 연발 (The Comedy of Errors)
티투스 안드로니쿠스 (Titus Andronicus)
말괄량이 길들이기 (The Taming of the Shrew)
베로나의 두 신사 (The Two Gentlemen of Verona)
사랑의 헛수고 (Love's Labour's Lost)
로미오와 줄리엣 (Romeo and Juliet)
리처드 2세 (The Tragedy of King Richard the Second)
한여름 밤의 꿈 (A Midsummer-Night's Dream)
존 왕 (The Life and Death of King John)
베니스의 상인 (The Merchant of Venice)
헨리 4세 제1부 (The First Part of King Henry the Fourth)
헨리 4세 제2부 (The Second Part of King Henry the Fourth)
헛소동 (Much Ado About Nothing)
헨리 5세 (The Life of King Henry the Fifth)
줄리어스 시저 (Julius Caesar)
뜻대로 하세요 (As You Like It)
27권
- 윌리엄 셰익스피어

십이야 (Twelfth Night)
햄릿 (The Tragedy of Hamlet, Prince of Denmark)
윈저의 즐거운 아낙네들 (The Merry Wives of Windsor)
토로일러스와 크레시다 (Troilus and Cressida)
끝이 좋으면 다 좋아 (All's Well That Ends Well)
자에는 자로 (Measure For Measure)
오셀로 (Othello, the Moor of Venice)
리어왕 (King Lear)
맥베스 (Macbeth)
안토니와 클레오파트라 (Antony and Cleopatra)
코리올라누스 (Coriolanus)
아테네의 타이먼 (Timon of Athens)
페리클레스 (Pericles, Prince of Tyre)
심벨린 (Cymbeline)
겨울 이야기 (The Winter's Tale)
태풍 (The Tempest)
헨리 8세 (The Famous History of the Life of King Henry the Eighth)
소네트 (Sonnets)
28권
- 윌리엄 길버트

자석에 관하여 (On the Loadstone and Magnetic Bodies)
- 갈릴레오 갈릴레이

새로운 두 과학 (Dialogues Concerning the Two New Sciences)
- 윌리엄 하비

동물의 심장과 혈액의 운동에 관하여 (On the Motion of the Heart and Blood in Animals)
혈액의 순환에 관하여 (On the Circulation of Blood)
동물의 발생에 관하여 (On the Generation of Animals)
29권
- 미겔 데 세르반테스

돈키호테 (The History of Don Quixote de la Mancha)
30권
- 프랜시스 베이컨

학문의 진보 (Advancement of Learning)
노붐 오르가눔 (Novum Organum)
뉴 아틀란티스 (New Atlantis)
31권
- 르네 데카르트

정신지도를 위한 규칙들 (Rules for the Direction of the Mind)
방법서설 (Discourse on the Method)
성찰 (Meditations on First Philosophy, Objections Against the Meditations and Replies)
기하학 (The Geometry)
- 바뤼흐 스피노자

에티카 (Ethics)
32권
- 존 밀턴

영문 단시집
실락원 (Paradise Lost)
투사 삼손 (Samson Agonistes)
아레오파기티카 (Areopagitica)
33권
- 블레즈 파스칼

시골사람에게 보내는 편지 (The Provincial Letters)
팡세 (Pensées)
과학적 수학적 에세이
34권
- 아이작 뉴턴

자연철학의 수학적 원리 (Mathematical Principles of Natural Philosophy)
광학 (Optics)
- 크리스티안 하위헌스

빛에 관한 논문 (Treatise on Light)
35권
- 존 로크

관용에 관한 편지 (A Letter Concerning Toleration)
통치론 (Concerning Civil Government, Second Essay)
인간지성론 (An Essay Concerning Human Understanding)
- 조지 버클리

인지원리론 (The Principles of Human Knowledge)
- 데이비드 흄

인간 오성에 관한 탐구 (An Enquiry Concerning Human Understanding)
36권
- 조너선 스위프트

걸리버 여행기 (Gulliver's Travels)
- 로렌스 스턴

트리스트럼 섄디 (The Life and Opinions of Tristram Shandy, Gentleman)
37권
- 헨리 필딩

톰 존스 (The History of Tom Jones, a Foundling)
38권
- 몽테스키외

법의 정신 (The Spirit of the Laws)
- 장자크 루소

인간 불평등 기원론 (A Discourse on the Origin of Inequality)
정치 경제론 (A Discourse on Political Economy)
사회계약론 (The Social Contract)
39권
- 애덤 스미스

국부론 (An Inquiry into the Nature and Causes of the Wealth of Nations)
40권
- 에드워드 기번

로마 제국 쇠망사 (The Decline and Fall of the Roman Empire)
41권
- 에드워드 기번

로마 제국 쇠망사 (The Decline and Fall of the Roman Empire)
42권
- 이마누엘 칸트

순수 이성 비판 (The Critique of Pure Reason)
도덕 형이상학 원론 (Fundamental Principles of the Metaphysic of Morals)
실천 이성 비판 (The Critique of Practical Reason)
도덕 형이상학 (The Metaphysics of Morals)에서 발췌
판단력 비판 (The Critique of Judgement)
43권
- 미국 국가 문서

독립선언 (Declaration of Independence)
연합규약 (Articles of Confederation)
미국헌법 (The Constitution of the United States of America)
- 알렉산더 해밀턴, 제임스 매디슨, 존 제이

연방주의자 (Federalist)
- 존 스튜어트 밀

자유론 (On Liberty)
대의제 정부에 대한 고찰 (Considerations on Representative Government)
공리주의 (Utilitarianism)
44권
- 제임스 보즈웰

새뮤얼 존슨의 생애 (The Life of Samuel Johnson, LL.D.)
45권
- 앙투안 라부아지에

화학의 원소들 (Elements of Chemistry)
- 장 바티스트 조제프 푸리에

열 분석 이론 (Analytical Theory of Heat)
- 마이클 패러데이

전기에 관한 실험 연구 (Experimental Researches in Electricity)
46권
- 게오르크 빌헬름 프리드리히 헤겔

법 철학 (The Philosophy of Right)
역사 철학 (The Philosophy of History)
47권
- 요한 볼프강 폰 괴테

파우스트 (Faust)
48권
- 허먼 멜빌

백경 (Moby Dick)
49권
- 찰스 다윈

종의 기원 (The Origin of Species by Means of Natural Selection)
인간의 유래와 성 선택 (The Descent of Man and Selection in Relation to Sex)
50권
- 카를 마르크스

자본론 (Capital)
- 카를 마르크스, 프리드리히 엥겔스

공산당 선언 (Manifesto of the Communist Party)
51권
- 레프 톨스토이

전쟁과 평화 (War and Peace)
52권
- 표도르 도스토옙스키

카라마조프의 형제들 (The Brothers Karamazov)
53권
- 윌리엄 제임스

심리학의 원리 (The Principles of Psychology)
54권
- 지그문트 프로이트

정신분석의 기원과 발달 (The Origin and Development of Psycho-Analysis)
히스테리 연구 (Selected Papers on Hysteria)
어린이의 성적 계발 (The Sexual Enlightenment of Children)
정신분석 요법의 미래 전망 (The Future Prospects of Psycho-Analytic Therapy)
"야성적" 정신분석에 관한 관찰 (Observations on "Wild" Psycho-Analysis)
꿈의 해석 (The Interpretation of Dreams)
나르시시즘에 관하여 (On Narcissism)
본능과 그 변천 (Instincts and Their Vicissitudes)
억압 (Repression)
무의식 (The Unconscious)
정신분석 개론 (A General Introduction to Psycho-Analysis)
쾌락원리를 넘어서 (Beyond the Pleasure Principle)
집단 심리와 자아 분석 (Group Psychology and the Analysis of the Ego)
에고와 이드 (The Ego and the Id)
억제, 증상, 불안 (Inhibitions, Symptoms, and Anxiety)
전쟁과 죽음의 시대에 대한 생각 (Thoughts for the Times on War and Death)
문명 속의 불만 (Civilization and Its Discontents)
새 정신분석 입문 강의 (New Introductory Lectures on Psycho-Analysis)

## 2판
20권
- 장 칼뱅

기독교 강요 (Institutes of the Christian Religion)
23권
- 에라스뮈스

우신예찬 (The Praise of Folly)
31권
- 몰리에르

아내들의 학교 (The School for Wives)
아내들의 학교 비판 (The Critique of the School for Wives)
타르튀프 (Tartuffe)
돈후안(Don Juan)
수전노 (The Miser)
서민귀족 (The Would-Be Gentleman)
상상병 환자 (The Would-Be Invalid)
- 장 라신

베레니스 (Bérénice)
페드르 (Phèdre)
34권
- 볼테르

캉디드 (Candide)
- 드니 디드로

라모의 조카 (Rameau's Nephew)
43권
- 쇠렌 키르케고르
  - 두려움과 떨림 (Fear and Trembling)
- 프리드리히 니체
  - 선악의 저편 (Beyond Good and Evil)

44권
- 알렉시 드 토크빌
  - 미국의 민주주의 (Democracy in America)

45권
- 오노레 드 발자크

사촌누이 베트 (Cousine Bette)
46권
- 제인 오스틴

엠마 (Emma)
- 조지 엘리엇

미들마치 (Middlemarch)
47권
- 찰스 디킨스

리틀 도릿 (Little Dorrit)
48권
- 마크 트웨인

허클베리 핀 (Huckleberry Finn)
52권
- 헨리크 입센

인형의 집 (A Doll's House)
들오리 (The Wild Duck)
헤다 가블레르 (Hedda Gabler)
건축사 솔네스 (The Master Builder)
55권
- 윌리엄 제임스

프래그머티즘 (Pragmatism)
- 앙리 베르그송

형이상학 입문 (An Introduction to Metaphysics)
- 존 듀이

경험과 교육 (Experience in Education)
- 앨프리드 노스 화이트헤드

과학과 근대세계 (Science and the Modern World)
- 버트런드 러셀

철학의 문제들 (The Problems of Philosophy)
- 마르틴 하이데거

형이상학이란 무엇인가? (What Is Metaphysics?)
- 루트비히 비트겐슈타인

철학적 탐구 (Philosophical Investigations)
- 카를 바르트

신의 말과 인간의 말 (The Word of God and the Word of Man)
56권
- 앙리 푸앵카레

과학과 가설 (Science and Hypothesis)
- 막스 플랑크

과학적 자서전과 다른 논문 (Scientific Autobiography and Other Papers)
- 앨프리드 노스 화이트헤드

수학 입문 (An Introduction to Mathematics)
- 알베르트 아인슈타인

상대성이론 (Relativity: The Special and the General Theory)
- 아서 에딩턴

팽창 우주 (The Expanding Universe)
- 닐스 보어

원자이론과 자연의 기술 (Atomic Theory and the Description of Nature)
인식론에 관한 아인슈타인과의 대화 (Discussion with Einstein on Epistemology)
- 고드프리 해럴드 하디

어느 수학자의 변명 (A Mathematician's Apology)
- 베르너 하이젠베르크

물리학과 철학 (Physics and Philosophy)
- 에르빈 슈뢰딩거

생명이란 무엇인가? (What Is Life?)
- 테오도시우스 도브잔스키

유전학과 종의 기원 (Genetics and the Origin of Species)
- 콘래드 핼 워딩턴

생명의 본질 (The Nature of Life)
57권
- 소스타인 베블런

유한 계급 이론 (The Theory of the Leisure Class)
- 리처드 헨리 토니

탐욕의 사회 (The Acquisitive Society)
- 존 메이너드 케인스
  - 고용·이자 및 화폐의 일반 이론 (The General Theory of Employment, Interest and Money)

58권
- 제임스 조지 프레이저
  - 황금가지 (The Golden Bough)
- 막스 베버

사회학에 관한 에세이 (Essays in Sociology)
- 요한 하위징아
  - 중세의 가을 (The Waning of the Middle Ages)
- 클로드 레비스트로스

구조 인류학 (Structural Anthropology)
59권
- 헨리 제임스

정글의 야수 (The Beast in the Jungle)
- 조지 버나드 쇼

성녀 존 (Saint Joan)
- 조지프 콘래드

어둠의 심장 (Heart of Darkness)
- 안톤 체호프

바냐 아저씨 (Uncle Vanya)
- 루이지 피란델로

작가를 찾는 여섯 명의 등장 인물 (Six Characters in Search of an Author)
- 마르셀 프루스트

잃어버린 시간을 찾아서: "스완의 사랑" (Remembrance of Things Past: "Swann in Love")
- 윌라 캐더

방황하는 부인 (A Lost Lady)
- 토마스 만

베네치아에서의 죽음 (Death in Venice)
- 제임스 조이스

젊은 예술가의 초상 (A Portrait of the Artist as a Young Man)
60권
- 버지니아 울프

등대로 (To the Lighthouse)
- 프란츠 카프카

변신 (The Metamorphosis)
- D. H. 로렌스

프로이센 장교 (The Prussian Officer)
- T. S. 엘리엇

황무지 (The Waste Land)
- 유진 오닐

상복이 어울리는 엘렉트라 (Mourning Becomes Electra)
- F. 스콧 피츠제럴드

위대한 개츠비 (The Great Gatsby)
- 윌리엄 포크너

에밀리에게 장미를 (A Rose for Emily)
- 베르톨트 브레히트

억척 어멈과 그 자식들 (Mother Courage and Her Children)
- 어니스트 헤밍웨이

프란시스 매코머의 짧고 행복한 생애 (The Short Happy Life of Francis Macomber)
- 조지 오웰

동물농장 (Animal Farm)
- 사뮈엘 베케트

고도를 기다리며 (Waiting for Godot)

## 같이 보기
- 항존주의